# آسپاروخ خان
اَسپَرُخ یا آسپاروخ (به بلغاری: Аспарух (آسپاروخ) یا Исперих (ایسپِریخ)) فرمانروای قوم بلغار در نیمه دوم سدهٔ هفتم میلادی بود. او خان قوم بلغارها در نیمهٔ دوم سدهٔ هفتم میلادی بود و بنیان‌گذاری امپراتوری نخست بلغارستان در سال ۶۸۱ میلادی به او نسبت داده می‌شود.
اسپرخ از خاندان دولو (Дуло) بود و بنا به برخی مدارک مدت ۶۱ سال فرمانروایی (یا زندگی) کرد.
پدر اسپرخ، کوبرات نام داشت که قلمرو بزرگی را در استپ‌های اکراین تحت فرمانروایی خود درآورد.
با حملات خزرها در ۶۶۸ میلادی اسپرخ و برادرانش، اردوهای خود را به مناطق دیگر و امن‌تر منتقل کردند.

## نام
نام او از نام‌های ایرانی میانه است و از واژه اسپ‌رُخ گرفته شده.
این نام ایرانی از دو جزء aspa- (اسب) و rauk (روشن) ساخته شده و به معنی «دارندهٔ اسب درخشان» است.
دو چهره تاریخی با این نام شناخته شده هستند یکی آسپاروخ بلغار و دیگری اسپرخ ایبری، ولیعهد ارمزی در گرجستان. در دههٔ نود فیلمی از زندگی و نبردهای اسپرخ‌خان از سیمای ایران پخش شد که در آن، نام او را اشتباهاً به صورت اِسپاروخان ذکر کرده‌اند.

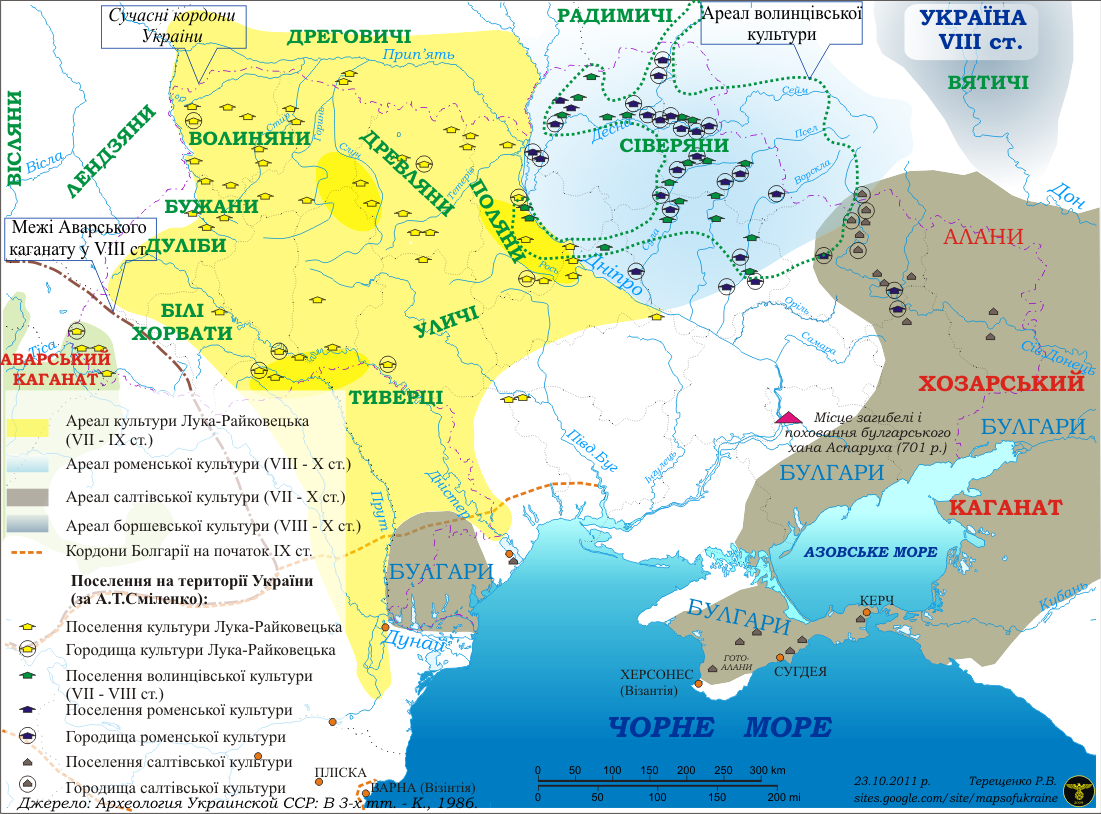
نقشه‌ای از کتاب شوروی «باستان‌شناسی جمهوری شوروی سوسیالیستی اوکراین»، کی‌یف، ۱۹۸۶، که محل دفن اسپرخ را در نزدیکی شهر امروزی زاپوریژیا نشان می‌دهد.

## زندگی نخستین
طبق فهرست اسمی خان‌های بلغار، اسپرخ از قبیله دولو بود و ۶۱ سال فرمانروایی کرد. این بازهٔ زمانی به‌دلیل تضادهای زمانی نمی‌تواند دقیق باشد و احتمالاً به طول عمر او اشاره دارد. بنا بر گاه‌شمار تدوین‌شده از سوی موسکوف، او میان سال‌های ۶۶۸ تا ۶۹۵ میلادی حکومت کرده است. برخی گاه‌شمارهای دیگر پایان حکومت او را تا ۷۰۰ یا ۷۰۱ میلادی دانسته‌اند، اما این با اطلاعات موجود در فهرست‌نامه سازگار نیست.
بر پایهٔ منابع بیزانسی، اسپرخ پسر کوچک‌تر کوبرات بود، که دولتی گسترده (معروف به بلغارستان بزرگ کهن) در دشت‌های اوکراین امروزی بنیان نهاده بود. اسپرخ احتمالاً در دورهٔ حکومت طولانی پدرش تجربه‌هایی در سیاست اندوخته بود؛ پدری که به‌گفتهٔ موسکوف، احتمالاً در سال ۶۶۵ میلادی درگذشت. طبق روایت تاریخ جغفر (اثری که اصالت آن مورد تردید است)، پدرش او را به رهبری قبیلهٔ اونوقورها گماشته بود. پس از مرگ پدر، اسپرختابع برادر بزرگ‌ترش بات بایان شد، اما پس از حملهٔ خزرها در سال ۶۶۸ میلادی، کشور از هم پاشید و اسپرخو برادرانش هرکدام مردمان خود را به مناطق امن‌تری بردند.

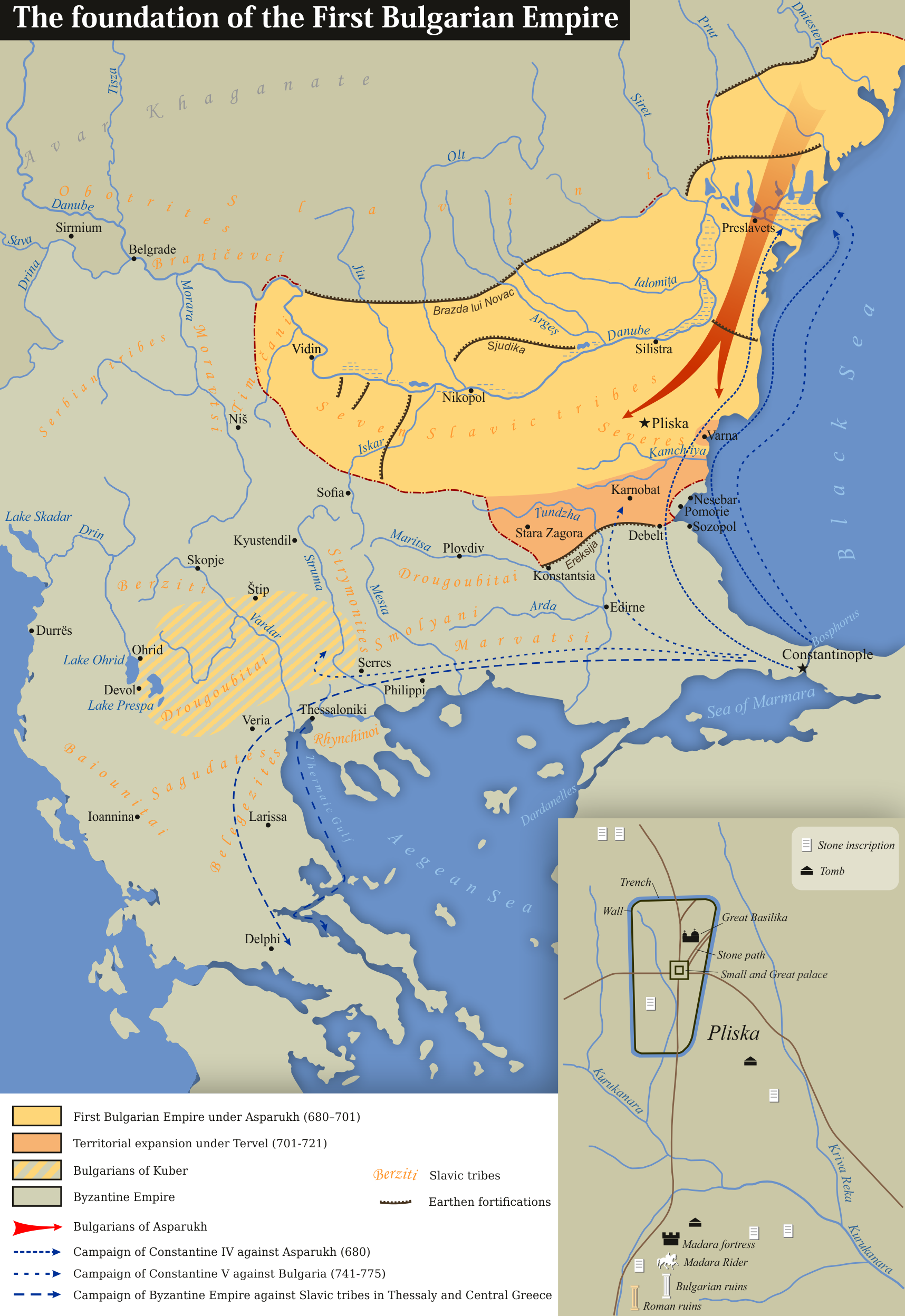
پایه‌گذاری امپراتوری نخست بلغارستان

## بنیان‌گذاری امپراتوری نخست بلغارستان
اسپرخ با ۳۰٬۰۰۰ تا ۵۰٬۰۰۰ بلغارها همراهی می‌شد. او به [[دانوب] رسید و زمانی که قسطنطنیه، پایتخت امپراتوری بیزانس، در محاصرهٔ معاویه بن ابی‌سفیان، رهبر خلافت اعراب بود (۶۷۴–۶۷۸)، او و مردمش در دلتای دانوب، احتمالاً در جزیرهٔ امروزه ناپدیدشدهٔ پئوسه، ساکن شدند.
پس از پایان محاصرهٔ عرب‌ها، کنستانتین چهارم، امپراتور بیزانس، در سال ۶۸۰ میلادی علیه بلغارها و متحدان اسلاو آن‌ها لشکر کشید و آنان را در دژی محاصره کرد. اما چون کنستانتین به‌دلیل بیماری ناچار شد برای درمان به آنچیالو (امروزه پوموریه) برود، روحیهٔ سپاهش شکست و برخی نیروها گریختند. در نتیجه، بلغارها و متحدانشان موفق شدند محاصره را بشکنند و سپاه بیزانس را در نبرد اونگالا شکست دهند. اسپرخ سپس از دلتای دانوب به سوی رشته‌کوه بالکان پیشروی کرد.

## دوران فرمانروایی

تک‌نگارۀ اسپرخ.

پیروزی اسپرخ منجر به فتح موئسیا  توسط بلغارها و شکل‌گیری نوعی اتحاد با گروه‌های اسلاو بومی شد (از جمله سوریان‌ها و هفت قبیله اسلاو). زمانی که اسپرخبه حملات خود به تراکیه ادامه داد، کنستانتین چهارم تصمیم گرفت با بلغارها پیمان ببندد و سالانه خراج بپردازد. این رویدادها در تاریخ‌نگاری بعدی به‌عنوان آغاز رسمی دولت بلغار و شناسایی آن از سوی بیزانس قلمداد شده‌اند.
بر پایهٔ سنت‌های متأخر، ساخت شهرهای اصلی مانند پلیسکا و سیلیسترا به اسپرخ نسبت داده شده و همچنین، ساخت یکی از دیوارهای دفاعی لیمس بین دانوب و دریای سیاه نیز به او منسوب است. هرچند دولت اولیهٔ بلغار چندقومی و ناپایدار بود، مورخان بلغار بیشتر بر ایجاد پایتخت و تداوم سنت‌های دولت‌داری تأکید کرده‌اند. طبق روایتی دیرینه، اسپرخدر نبرد با خزرها در کنار دانوب کشته شد. بر پایهٔ یکی از نظریه‌ها که از سوی مورخ بلغار، واکلینوف، مطرح شده، آرامگاه او در نزدیکی روستای وزنسنکا («عروج») در کرانهٔ رود دنیپر در اوکراین قرار دارد.
نام ایسپریه، چندین روستا، و قله اسپرخ در جزیره لیوینگستون در جزایر شتلند جنوبی در جنوبگان، از اسپرخ بلغاری گرفته شده است.